# Zagrađe (Gornji Milanovac)
Zagrađe (em cirílico: Заграђе) é uma vila da Sérvia localizada no município de Gornji Milanovac, pertencente ao distrito de Moravica, na região de Šumadija. A sua população era de 384 habitantes segundo o censo de 2011.

## Demografia
| 1948 | 1953 | 1961 | 1971 | 1981 | 1991 | 2002 | 2011 |
| ---- | ---- | ---- | ---- | ---- | ---- | ---- | ---- |
| 1059 | 1051 | 1029 | 878  | 808  | 616  | 493  | 384  |